# Claustro de San Agustín (Popayán)
El Exconvento de la Orden de Ermitaños de San Agustín de Hipona, actualmente conocido simplemente como Claustro de San Agustín, hoy en día funciona como sede de la Institución Educativa San Agustín, este edificio conventual se ubica entre las Calles de San Agustín, El Mascarón, de La Cárcel y de El Achiral (Carreras 6 y 7 con Calles 7 y 8) en pleno centro histórico de la capital del departamento del Cauca, en Colombia.
Fue uno de los monasterios más importantes de la ciudad, a la que después de su expropiación sirvió ininterrumpidamente como centro de educación para la población ya sea a cargo del estado o de órdenes religiosas, siendo la actual la congregación de las Hermanas de la Caridad de Santa Ana.

## Historia

### SigloXVI-XVIII
La Orden de San Agustín llega a Popayán hacia fines del siglo XVI, para el establecimiento del monasterio se donan unos terrenos al sur de la Plaza Principal de la ciudad siendo esto decretado por medio de una Real Cédula, fue Fray Jerónimo Escobar quien promovió la construcción de las primeras edificaciones fueron bastante sencillas de bahareque y tierra pisada.
Este conjunto incluido el pequeño templo no soportaron el Terremoto de 1736 que las redujo a ruinas, por estos hechos se encargó personalmente de su reedificación don Jacinto de Mosquera y Figueroa (quien financió e ideó la construcción del Puente de la Custodia) y la marquesa de San Miguel de la Vega, doña Dionisia Pérez Manrique y Camberos se consta que ella trajo a Popayán al maestro Gregorio Causi para reconstruir las iglesias de El Carmen, Santo Domingo y San Agustín con sus conventos respectivos además de aportar a la construcción cerca de 10000 pesos para las obras, a pesar de todo esto, la culminación del proyecto se vio entorpecida por la lentitud y la utilización de componentes para la construcción de mala calidad.

### SigloXIX-XX

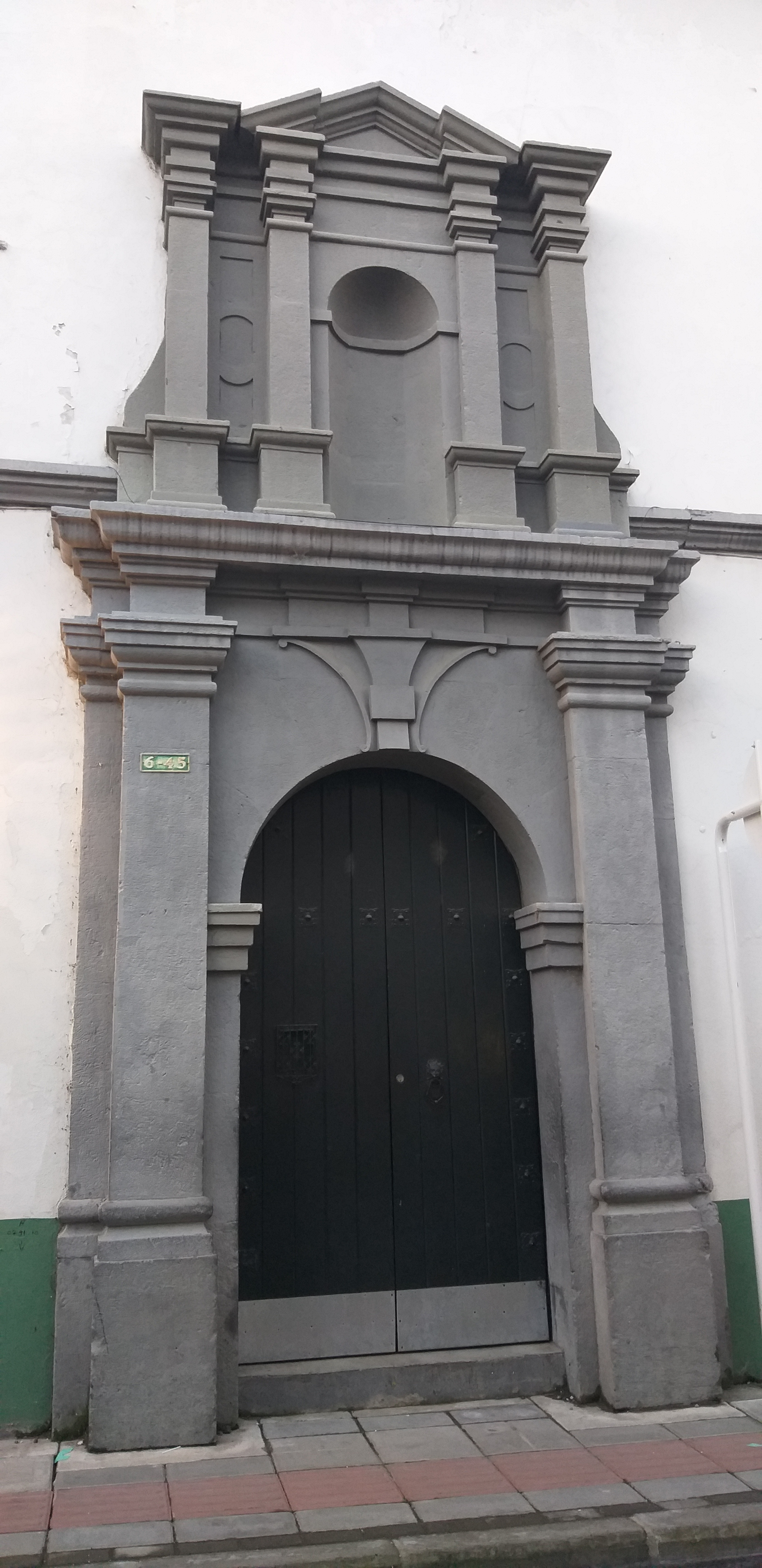
Portada principal del claustro desde la carrera 7

No obstante, se terminó una edificación imponente de dos pisos hacia el lado norte y de tres plantas en su parte sur debido a la inclinación del terreno, contaba además con una huerta para la agricultura en su esquina sureste para el abastecimiento de los monjes, es de remarcar también las dos bellas portadas de acceso sobre la Calle 7, la primera y la más grande contiene una hornacina encima de la puerta con arco de medio punto, la segunda a pesar de ser pequeña es muy destacable por su frontón triangular que corona el arco de ingreso, en ambos portales se nota bastante la influencia del Neoclásico en la Popayán de esos tiempos. 
Este monasterio perteneció a la orden agustina hasta que sufrió las consecuencias de la Ley de Enajenación de Bienes de Manos Muertas por lo que fue expropiado por el presidente Tomás Cipriano de Mosquera en el año de 1864,y los frailes fueron expulsados de Popayán al poco tiempo, pasando entonces el claustro desacralizado a formar parte del patrimonio del estado y dedicado a funciones de docencia y enseñanza, no fue hasta mitad del siglo XX cuando las Hermanas Vicentinas procedentes de Francia se adueñan del viejo convento y lo amplían, construyendo sobre el antiguo huerto nuevas instalaciones y estableciendo así el claustro como sede de la Institución Educativa San Agustín fundado en el año 1988.
Todo el complejo del Claustro y la Iglesia de San Agustín fue declarado junto a todo el centro histórico como Monumento Nacional de Colombia, por medio de la ley 163 del 30 de diciembre de 1959.
Sin embargo fue el Arzobispo de Popayán, Iván Antonio Marín López que propuso a las Hermanas de la Caridad de Santa Ana que regentaran el colegio como una misión evangelizadora y educativa, por lo que desde 1999 hasta el presente son la congregación encargada de la institución.
El antiguo monasterio no fue tan afectado por el Terremoto de Popayán de 1983 ocasionándole solo unos cuantos desperfectos en su estructura siendo rápidamente restaurados.
En 2003, la Secretaría de Educación Municipal fusionó la Concentración Escolar San Agustín con el Bachillerato Femenino San Agustín, con una cobertura de 2400 estudiantes.

## Características arquitectónicas
Actualmente el exconvento ocupa casi toda su cuadra a excepción de la iglesia conventual, la casa cural y unos locales comerciales, por lo que es un edificio colosal por su extensión, es además un bello ejemplo de la arquitectura monacal colonial de mediados del siglo XVIII contando en sus inicios con alrededor de 3 patios de estilo andaluz rodeado de arcos, la fachada principal del convento se ubica hacia el occidente sobre la calle de El Mascarón siendo esta de una gran belleza con sus dos pilas de agua en su explanada.
Sobre la calle 7 o de La Cárcel, se ubican entradas secundarias enmarcadas por sendas portadas, la más monumental cuenta con una hornacina sobre la puerta flanqueado por cuatro columnas, mientras que la segunda se haya coronada por un frontón triangular.